# Ричард Докинз: как один учёный поменял наш образ мысли
«Ричард Докинз: как один учёный поменял наш образ мысли» (англ. Richard Dawkins: How a Scientist Changed the Way We Think) — сборник из 25 эссе, написанных в честь творчества Ричарда Докинза. Был опубликован в 2006 году, приуроченный к 30-летию публикации «Эгоистичного гена». Охватывается широкий круг тем из многих областей, включая эволюционную биологию, философию и психологию. Место также предоставляется писателям, которые не полностью согласны с Докинзом. Книга отредактирована двумя бывшими аспирантами Докинза, Алан Графен и Марк Ридли.

## Рецензии
Рецензии на книгу были неоднозначными, но спорная фраза в заглавии «Как ученый изменил наше мышление» была объяснена тем, что Докинз считался влиятельным педагогом и кратким автором «Эгоистичного гена», который продвигал ключевые идеи других об эволюционной биологии, включая некоторые спорные идеи, которые не так широко приняты. Как автор научно-популярной книги, Докинз популяризировал идеи Джорджа Уильямса о групповом отборе, Уильяма Гамильтона о теории родственного отбора в эволюции, биолога-генетика Джона Мейнарда Смита об эволюционно стабильных стратегиях и Роберта Трайверса о взаимном альтруизме и конкуренции. между братьями и сестрами против родителей и детей.

## Вклад
- Биология
  - Эндрю Ф. Рид — Летающие попугаи и полулунные микробы
  - Хелена Кронин — Возвращение к битве полов
  - Джон Кребс — Ричард Докинз: интеллектуальный сантехник и не только
  - Майкл Ханселл — Что такое пума?
- Эгоистичный ген
  - Мэриан Стэмп Докинз — Жизнь с эгоистичным геном
  - Дэвид Хейг — Джин Мем
  - Алан Графен — Интеллектуальный вклад эгоистичного гена в теорию эволюции
  - Уллика Сегерстроле — Взгляд в суть: Докинз и социобиология
- Логика
  - Дэниел С. Деннет — Эгоистичный ген как философское эссе
  - Сет Буллок — изобретение алгоритмической биологии
  - Дэвид Дойч — Эгоистичные гены и поток информации
  - Стивен Пинкер — Глубокие сходства между жизнью и разумом
- Антифонные голоса
  - Майкл Руз — Ричард Докинз и проблема прогресса
  - Патрик Бейтсон — Сказка о гнезде: нежные разногласия с Ричардом Докинзом
  - Роберт Ангер — Что случилось с мемами?
- Люди
  - Мартин Дейли и Марго Уилсон — Эгоистичные гены и семейные отношения
  - Рэндольф М. Нессе — Почему многие люди с эгоистичными генами довольно милы, если не считать их ненависти к эгоистичному гену
  - Ким Стерельни — извращенный примат
- Споры
  - Майкл Шермер — Капеллан скептика: Ричард Докинз как источник скептицизма
  - Ричард Харрис — Товарищ-гуманист
  - AC Grayling — Докинз и вирус веры
  - Марек Кон — Подняться выше
  - Дэвид П. Бараш — Чему удивлялся кит: эволюция, экзистенциализм и поиск «смысла»
- Письмо
  - Мэтт Ридли — «Ричард Докинз и золотое перо»
  - Филип Пуллман — Каждый признак непреднамеренной заботы